# Maytenus confertiflora
Maytenus confertiflora là một loài thực vật có hoa trong họ Dây gối. Loài này được J.Y. Luo & X.X. Chen mô tả khoa học đầu tiên năm 1981.